# Bridgetown (ort i Australien)
Bridgetown är en ort i Australien. Den ligger i kommunen Bridgetown-Greenbushes och delstaten Western Australia, omkring 220 kilometer söder om delstatshuvudstaden Perth. Antalet invånare är 2 971.
Runt Bridgetown är det mycket glesbefolkat, med 3 invånare per kvadratkilometer.. Bridgetown är det största samhället i trakten.
I omgivningarna runt Bridgetown växer huvudsakligen savannskog. Genomsnittlig årsnederbörd är 1 106 millimeter. Den regnigaste månaden är maj, med i genomsnitt 192 mm nederbörd, och den torraste är februari, med 13 mm nederbörd.